# The Killer Barbies
The Killer Barbies — испанская панк-группа.

## История
The Killer Barbies была основана в 1994 году. Музыкальный коллектив снялся в фильмах ужасов «Убийцы Барби» (1996) и «Убийцы Барби против Дракулы» (2002). Режиссёр фильмов, Джесс Франко, был вынужден изменить написание названия группы с «Barbies» на «Barbys», так как не получил разрешение на использование марки «Барби» от фирмы-производителя Mattel.

## Дискография

### Студийные альбомы
- 1995 — Dressed To Kiss
- 1996 — Only For Freaks
- 1998 — Big Muff
- 1999 — Fucking Cool
- 2000 — Bad Taste
- 2003 — Sin Is In
- 2004 — Freakshow (CD + DVD)
- 2006 — 2 CD Boxset: Bad Taste — Sin Is In

### Синглы и мини-альбомы
- «I Wanna Live in Tromaville» single (1994)
- «Elvis Live!!» single (1994)
- «Comic Books» single (1994)
- «Killer Barbies/Aneurol 50 split single» (1995)
- «Love Killer» single (1996)
- «Freakshow» single (1996)
- «I Can Hide» single (1996)
- «Attack of the Killer Barbies» EP (1997)
- «Crazy» single (1998)
- «Fucking Cool» (1999)
- «Mars» single (2000)
- «Downtown» single (2000)
- «Gente Pez» single (2001)
- «Candy» single (2002)
- «A Thing About You» single (2005)
- «De Repente» single (2020)
- «Peligro» single (2020)

### Фильмы
- Убийцы Барби (1996)
- Убийцы Барби против Дракулы (2002)